# Вике фон Алвенслебен
Вике фон Алвенслебен (на немски: Vicke von Alvensleben; † 1510) е благородник от род Алвенслебен в Саксония-Анхалт, господар на замък Калбе в град Калбе на река Милде, и дворец Хундисбург в Халденслебен в Алтмарк, Саксония-Анхалт.
Той е четвъртият син на Лудолф IV фон Алвенслебен (1421 – 1476) и съпругата му Анна фон Бюлов († 1473), дъщеря на рицар Вико фон Бюлов († 1453) и Кристина фон Карлов († сл. 1469). Братята му са Гебхард XVII фон Алвенслебен († 1541), Бусо VIII фон Алвенслебен/I († 1493), епископ на Хавелберг (1487 – 1493) и Албрехт фон Алвенслебен († ок. 1512). Сестра му Гьодел фон Алвенслебен е омъжена за Бернд фон Малтцан.
Замъкът Калбе е построен през 9 и 10 век и от 1324 до 1945 г. е собственост на фамилията фон Алвенслебен. Фамилията става през 1452 г. собственик на замък Хундисбург и през 16 век племенникът му Лудолф X фон Алвенслебен (1511 – 1596), заедно с братята си, го престроява на ренесансов дворец. На 15 май 1479 г. се състои първото фамилно събрание в замък Калбе, в което се определят наследниците по ред и грижата за вдовиците и дъщерите по отделно.

## Фамилия
Вике фон Алвенслебен се жени за Гертруд фон Малтцан. Те имат два сина и една дъщеря:
- Андреас фон Алвенслебен († 1565), женен за Мария фон Ходенберг; имат една дъщеря
- Вике фон Алвенслебен († ок. 1537)
- Анна фон Алвенслебен, омъжена за Людеке фон Малтцан